# Кулвант Сінґг (хокеїст на траві)
Кулвант Сінґг (18 грудня 1948) — індійський хокеїст на траві.
Бронзовий призер Олімпійських Ігор 1972 року.
Срібний призер Азійських ігор 1970 року.
Бронзовий призер Чемпіонату світу 1971 року.